# لوكا أرجينتيرو
لوكا أرجينتيرو (بالإيطالية: Luca Argentero)‏ هو عارض وممثل إيطالي، ولد في 12 أبريل 1978 بتورينو في إيطاليا.

## أعمال

### أفلام
- (2010) إيت براي لوف[2][3]

## وصلات خارجية
- لوكا أرجينتيرو على موقع IMDb (الإنجليزية)
- لوكا أرجينتيرو على موقع ميتاكريتيك (الإنجليزية)
- لوكا أرجينتيرو على موقع روتن توميتوز (الإنجليزية)
- لوكا أرجينتيرو على موقع قاعدة بيانات الفيلم (الإنجليزية)